# Grant Gustin
Thomas Grant Gustin (Norfolk, 14 gennaio 1990) è un attore, cantante e ballerino statunitense.
È meglio conosciuto per i suoi ruoli di Barry Allen/Flash nella serie televisiva The Flash e di Sebastian Smythe nella serie televisiva Glee.

## Biografia
Grant è nato il 14 gennaio 1990 a Norfolk in Virginia da Tina Haney, un'infermiera pediatrica, e Thomas (Tom) Gustin, un insegnante. Ha un fratello maggiore di nome Tyler e una sorella minore di nome Gracie.
Durante la sua carriera scolastica Grant ha frequentato la Governor's School for the Arts a Norfolk per il teatro musicale. Ha fatto parte anche della Hurrah Players Incorporated, una organizzazione della Virginia per il teatro.
Nel 2008 si è diplomato alla Granby High School ed ha continuato a frequentare il teatro musicale BFA Program presso la Elon University nella Carolina del Nord per due anni.
Successivamente ha lasciato gli studi per interpretare il ruolo di Baby John nel Revival Tour di Broadway di West Side Story; si è esibito con il tour dalla sua apertura, il 30 settembre 2010, fino al 23 settembre 2011.
L'8 novembre 2011 ha debuttato nella serie televisiva di Fox Glee nel ruolo di Sebastian Smythe, un membro apertamente gay appartenente agli Usignoli (Glee Club) della Dalton Academy. Gustin ha ottenuto il ruolo dopo "una faticosa e lunga settimana di casting". Originariamente fece il provino per un ruolo di ballerino di tip tap, ma non ottenne la parte; tuttavia Ryan Murphy non lo aveva dimenticato e fu così scelto per interpretare Sebastian, un ragazzo promiscuo, intrigante e capitano degli Usignoli. L'attore ha cominciato a registrare nei panni di Sebastian nel settembre del 2011, il giorno dopo aver finito il tour di West Side Story.
Amante dei libri di Suzanne Collins, a ventidue anni fu tra i candidati a interpretare Finnick Odair nella saga di Hunger Games, ma venne considerato troppo giovane per quel ruolo che andò infine al ventiseienne Sam Claflin.
Nel 2012 ha preso parte al film TV A Mother's Nightmare, girato a West Kelowna (Canada), nel ruolo di Chris Stewart.
L'11 luglio 2012 viene annunciato che Grant ha ottenuto un ruolo nel cast del film Affluenza, uscito nelle sale a fine 2013.
Sempre nel 2012 è comparso come guest star in alcune puntate della serie TV 90210 nel ruolo di Campbell Price.
Dal 2014 ricopre il ruolo di Barry Allen/Flash, protagonista della serie televisiva statunitense The Flash, prodotta dal canale The CW, che ha debuttato il 7 ottobre 2014 con 4,8 milioni di spettatori, il massimo per una première di The CW nei cinque anni precedenti. La serie è anche lo spin-off di Arrow, nella quale lo stesso Grant ha recitato e continuerà a recitare in alcuni episodi al fianco di Stephen Amell e Emily Bett. Interpreta Barry Allen/Flash anche in alcuni episodi delle serie Supergirl, al fianco di Melissa Benoist (attrice con cui ha già lavorato in Glee) e Legends of Tomorrow, entrambe di The CW, inoltre doppia il personaggio sia nella webserie Vixen, sia nella webserie Freedom Fighters: The Ray.
Il 30 marzo 2015 è stato reso noto che l'attore ha ottenuto una parte nel film dell'attore e regista William H. Macy, Kristal (2017).
Il 29 marzo 2017 era stato annunciato che Grant avrebbe preso parte al film del regista Todd Robinson, Era mio figlio, le cui riprese erano iniziate il 1º aprile 2017 e in cui avrebbe dovuto interpretare il ruolo di William H. Pitsenbarger, un paracadutista soccorritore delle forze speciali, decorato con una medaglia al valore.
Nella prima parte del 2017 ha preso parte, come co-protagonista, alle riprese del cortometraggio Tom and Grant - Quit Your Day Job, finanziato tramite una campagna su Indiegogo, scritto, diretto e recitato dalla sua co-star in The Flash Tom Cavanagh.
Nel marzo 2020, Gustin è stato scritturato in Operation Blue Eyes come Barry Keenan.

## Vita privata
Nel gennaio 2016, Gustin ha iniziato a frequentare Andrea "LA" Thoma. La coppia ha annunciato il loro fidanzamento il 29 aprile 2017. Si sono sposati il 15 dicembre 2018. L'11 febbraio 2021, annunciano di star aspettando la loro prima figlia e il 17 agosto 2021 annunciano la nascita di Juniper Grace Louise Gustin sui social network.

## Filmografia

### Attore

#### Cinema
- Kid Fitness Jungle Adventure Exercise Video, regia di Mark Aldo Miceli (2013) Uscito in home video
- Affluenza, regia di Kevin Asch (2014)
- Superhero Fight Club 2.0 - cortometraggio (2016) Uscito in home video
- Krystal, regia di William H. Macy (2017)
- Tom and Grant, regia di Tom Cavanagh - cortometraggio (2018)
- Agente speciale Ruby (Rescued by Ruby), regia di Katt Shea (2022)
- Una famiglia di cuccioli (Puppy Love), regia di Nick Fabiano e Richard Alan Reid (2023)

#### Televisione
- Fantasmi (A Haunting) – serie TV, 1 episodio (2006)
- Glee – serie TV, 7 episodi (2011-2013)
- CSI: Miami – serie TV, episodio 10x13 (2012)
- L'incubo di una madre (A Mother's Nightmare), regia di Vic Sarin – film TV (2012)
- 90210 – serie TV, 8 episodi (2013)
- Superhero Fight Club - cortometraggio televisivo (2015)
- Supergirl – serie TV, 5 episodi (2016-2019)
- Batwoman – serie TV, episodio 1x09 (2019)
- Legends of Tomorrow – serie TV, 4 episodi (2016-2020)
- Arrow – serie TV, 14 episodi (2013-2020)
- The Flash – serie TV, 172 episodi (2014-2023)

### Doppiatore
- Vixen – webserie, 8 episodi (2015-2016)
- Vixen, regia di Curt Geda e James Tucker (2017) Uscito in home video

## Teatro
- West Side Story (2010-2011)

## Premi e riconoscimenti
| Anno | Premio o riconoscimento | Categoria                                               | Candidato per | Risultato | Fonte |
| ---- | ----------------------- | ------------------------------------------------------- | ------------- | --------- | ----- |
| 2015 | Kids' Choice Awards     | Miglior attore televisivo                               | The Flash     | Nominato  |       |
| 2015 | Teen Choice Awardss     | Miglior star televisiva, da ruolo minore a protagonista | The Flash     | Vinto     |       |
| 2015 | Teen Choice Awardss     | Miglior sintonia, condiviso con Candice Patton          | The Flash     | Nominato  |       |
| 2015 | Teen Choice Awardss     | Miglior bacio, condiviso con Candice Patton             | The Flash     | Nominato  |       |
| 2015 | Saturn Award            | Star rivelazione                                        | The Flash     | Vinto     |       |
| 2015 | Saturn Award            | Miglior attore in una serie televisiva                  | The Flash     | Nominato  |       |
| 2016 | Kids' Choice Awards     | Miglior star maschile in una serie per famiglie         | The Flash     | Nominato  |       |
| 2016 | Teen Choice Awardss     | Miglior attore televisivo in una serie Fantasy / Sci-Fi | The Flash     | Vinto     |       |
| 2016 | Teen Choice Awardss     | Miglior sintonia, condiviso con Candice Patton          | The Flash     | Nominato  |       |
| 2016 | Teen Choice Awardss     | Miglior bacio, condiviso con Candice Patton             | The Flash     | Nominato  |       |
| 2016 | Saturn Award            | Miglior attore in una serie televisiva                  | The Flash     | Nominato  |       |
| 2017 | MTV Movie & TV Awards   | Miglior eroe                                            | The Flash     | Nominato  |       |
| 2017 | Saturn Award            | Miglior attore in una serie televisiva                  | The Flash     | Nominato  |       |
| 2017 | Teen Choice Awardss     | Miglior attore in una serie televisiva d'azione         | The Flash     | Vinto     |       |
| 2017 | Teen Choice Awardss     | Miglior cattivo in una serie televisiva                 | The Flash     | Nominato  |       |

## Doppiatori italiani
Nelle versioni in italiano dei suoi film e delle serie TV, Grant Gustin è stato doppiato da:
- Alessandro Campaiola in Arrow (2ª voce), The Flash, Supergirl, Legends of Tomorrow, Batwoman, Agente speciale Ruby, Una famiglia di cuccioli
- Alessandro Quarta in Arrow (1ª voce)
- Lorenzo De Angelis in CSI: Miami
- Fabrizio De Flaviis in Glee
- David Chevalier in 90210

Da doppiatore, viene sostituito da:
- Alessandro Campaiola in Vixen, Freedom Fighters: The Ray